# إليزابيتا بورغ
إليزابيتا بورغ هي عارضة كرواتية، ولدت في 1 أكتوبر 1993 في Vrbanja, Croatia ‏ في كرواتيا.